# Castle (canción de Halsey)
«Castle» es una canción de la compositora y cantante estadounidense Halsey. Originalmente grabada para su álbum de estudio debut, Badlands (2015),  sea regrabado para la banda sonora de la película del 2016, The Huntsman: Winter's War . Fue lanzada el 9 de abril de 2016, por Capitol como un sencillo promocional. "Castle" fue coescrito por Halsey y el productor de la pista, Lido. La canción fue utilizada en anuncios y en el tráiler para promover la película. La canción tiene de fondo la voz de Agnus Dei.

## Vídeo musical
El video musical de "Castle", fue lanzado en abril de 2016. Se utilizó una versión corta de la película.

## En la cultura popular
La versión del álbum de "Castle" apareció en los programas de televisión The Royals, iZombie y The Originals. La versión de Castle, para la película "The Huntsman: Winter's War" fue incluida en el programa de televisión Dance Moms.

## Lista de canciones
Descarga digital
1. "Castle (The Huntsman: Winter's War Version)" – 4:20

## Posicionamientos en listas

### Semanales
| País           | Lista                              | Mejor posición |
| -------------- | ---------------------------------- | -------------- |
| Australia      | ARIA                               | 76             |
| Reino Unido    | UK Downlands                       | 85             |
| Escocia        | Official Charts Company            | 80             |
| Estados Unidos | Bubbling Under Hot 100 (Billboard) | 1              |

## Certificaciones
| País           | Organismo certificador | Certificación | Copias certificadas | Ref.   |
| -------------- | ---------------------- | ------------- | ------------------- | ------ |
| Australia      | ARIA                   | Oro           | 35 000              | [ 9 ]  |
| Estados Unidos | RIAA                   | PLatino       | 1 000 000           | [ 10 ] |